# وجوه ذاتية

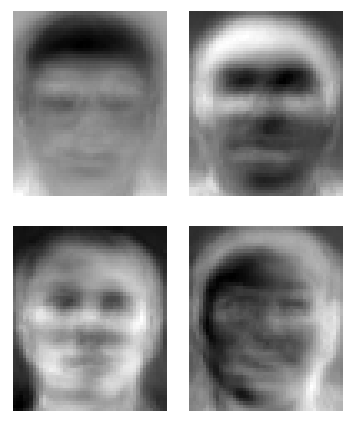
مثال عن الوجوه الذاتية من مختبرات AT&T في كامبريدج

الوجوه الذاتية (بالإنجليزية: Eigenfaces)‏ هو الاسم الذي يطلق على مجموعة من المتجهات الذاتية عند استخدامها في رؤية الكمبيوتر للتعرف على الوجوه البشرية. طور سيروفيتش وكيربي منهجية استخدام الوجوه الذاتية في عام 1987 واستخدمها ماثيو ترك وأليكس بنتلاند في تصنيف الوجه. يتم اشتقاق المتجهات الذاتية من مصفوفة تغاير لتوزيع الاحتمال وذلك على فضاء متجه ذو أبعاد كثيرة لصور الوجوه. ثم تستخدم الوجوه الذاتية لبناء مصفوفة التباين. ويؤدي ذلك إلى تقليل الأبعاد من خلال السماح لمجموعة أصغر من الصور الأساسية بتمثيل صور التدريب الأصلية. يمكن تحقيق التصنيف بمقارنة كيفية تمثيل الوجوه من خلال مجموعة الأساس.